# San Giuliano Milanese
San Giuliano Milanese es un municipio de 35.022 habitantes de la provincia de Milán y se encuentra ubicado a unos 12 km de la capital, hacia sur/este. 

## Evolución demográfica
| Gráfica de evolución demográfica de San Giuliano Milanese entre 1861 y 2001 |
|                                                                             |
| Fuente ISTAT - elaboración gráfica de Wikipedia                             |

## Transportes

### Aeropuerto
El aeropuertos más cercano es el de Linate.

### Conexiones viales
La conexión vial principal es la autopista A50 "Tangenziale Este de Milán". 

### Conexiones ferroviarias
En Segrate hay dos estaciones de ferrocarril de la línea Milán-Lodi-Bolonia.
- Datos: Q42911
- Multimedia: San Giuliano Milanese / Q42911

1. ↑  Worldpostalcodes.org, código postal n.º 20098.
2. ↑  «Codici Catastali». Comuni-italiani.it (en italiano). Consultado el 29 de abril de 2017.